# アンジェントルメン
『アンジェントルメン』（原題：The Ministry of Ungentlemanly Warfare、直訳：非紳士的な戦争省）は、2024年のアメリカ合衆国のアクション・スパイ映画。
Damien Lewisが2015年に上梓した著作本をもとに、ガイ・リッチーが共同脚本のひとりに名を連ね、監督を務めた。
第二次世界大戦中に特殊作戦執行部（SOE）が実行した特殊作戦、ポストマスター作戦の顛末に大まかに基づいている。

## 概要
ウィンストン・チャーチルとコリン・ガビンズが第二次世界大戦中に設立した秘密活動部局、特殊作戦執行部（SOE）についての実話が元となっている。その戦闘員たちのナチス・ドイツに対する非紳士的な戦い（Ungentlemanly Warfare）が戦争の流れを変え、現代における非合法作戦の誕生につながったとされる。

## キャスト
- ガス・マーチ＝フィリップス（英語版） - ヘンリー・カヴィル
- アンダース・ラッセン（英語版） - アラン・リッチソン
- ジェフリー・アップルヤード（英語版） - アレックス・ペティファー
- マージョリー・スチュワート（英語版） - エイザ・ゴンザレス
- リカルド・ヘロン（RH） - バブス・オルサンモクン（英語版）
- ヘンリー・ヘイズ（英語版） - ヒーロー・ファインズ・ティフィン（英語版）
- フレディ・アルバレス - ヘンリー・ゴールディング
- ガビンズ准将 ‘M’ - ケイリー・エルウェス
- チャーチル首相 - ロリー・キニア
- ルアー大佐 - ティル・シュヴァイガー
- イアン・フレミング - フレディ・フォックス
- Captain Binea - ヘンリー・ザガ（英語版）
- Kambili Kalu - ダニー・サパーニ（英語版）
- Asher Green
- Mohammad Nour Hakmi
- Williams Falade

## 製作

### 企画開発
パラマウント・ピクチャーズは、2015年にダミアン・ルイスの著書『The Ministry of Ungentlemanly Warfare: How Churchill's Secret Warriors Set Europe Ablaze and Gave Birth to Modern Black Ops』の権利を取得した。ガイ・リッチーは2021年2月、Paul TamasyとEric Johnsonによる初期原案とアラシュ・アメルの脚本をもとに本作の監督を務める旨の契約にサインし、加えてジェリー・ブラッカイマーが製作を担当することとなった。

### キャスティング
2022年10月、ヘンリー・カヴィルとエイザ・ゴンザレスの出演が決まったが、パラマウントはこのプロジェクトへの関与を止めて離脱した。その後、2023年2月に、アラン・リッチソンやヘンリー・ゴールディング、アレックス・ペティファー、ケイリー・エルウェスなどの追加キャストが発表された。

### 撮影
2023年2月にトルコ全土での制作が開始され、撮影はアンタルヤで行われることになった。
同年4月、サウスロンドン、チャールトンにあるチャールトン・ハウスでさらなるシーンの撮影が始まった。

## 公開
撮影が始まった日、ライオンズゲートが本作の米国での配給権を獲得し、2024年中の全国公開を予定していることと、ブラックベア・インターナショナルがヨーロッパやラテンアメリカ、オーストラリア、ニュージーランド、カナダ、南アフリカ、インド、アジア全域の有料テレビ向けの国際配給権をプライムビデオに売却したことが発表された。2024年4月19日、米国で公開された。